# Lúnasa

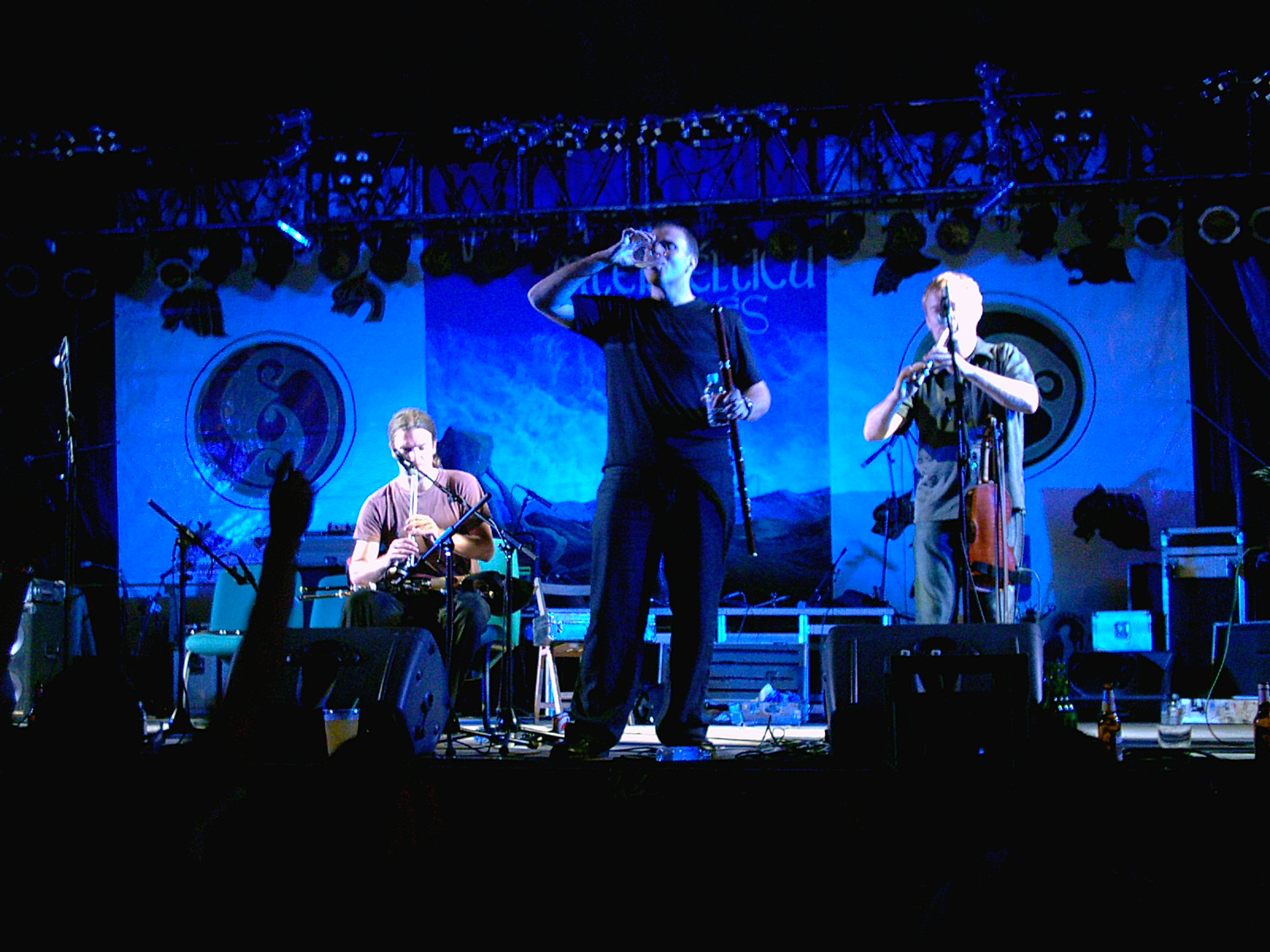
Lúnasa actuant al Festival Intercèltic d'Avilés el Juliol de 2004.

Lúnasa és un grup de música irlandesa.
Són reconeguts per les seves melodies i tonades, així com per la seva habilitat per combinar els sons del violí (fiddle), la flauta travessera irlandesa (Irish flute) i els  whistles, la gaita irlandesa (Uilleann pipes), la guitarra i el baix. Els seus àlbums són supervendes en el seu gènere. Dos dels membres originals (Seán Smyth i Trevor Hutchinson) encara formen part del grup. D'altres com Michael McGoldrick, Donogh Hennessy o John McSherry el van abandonar, però hi col·laboren esporàdicament.

## Membres
Lúnasa té cinc membres:
- Seán Smyth – violí (fiddle), whistles
- Kevin Crawford – flauta travessera irlandesa (Irish flute), whistles
- Trevor Hutchinson – baix
- Cillian Vallely - gaita irlandesa (uilleann pipes), whistles
- Paul Meehan - guitarra

## Ex-membres
- Donogh Hennessy - guitarra
- Michael McGoldrick - gaita irlandesa (uilleann pipes), flauta travessera irlandesa (Irish flute), whistles
- John McSherry - gaita irlandesa (uilleann pipes), whistles

## Discografia

### 1997 - Lúnasa
1. Eanáir
2. Feabhra
3. Márta
4. Aibreann
5. Bealtaine
6. Meitheamh
7. Iúil
8. Meán Fómhair
9. Deireadh Fómhair
10. Mí Na Samhna
11. Mí Na Nollag
12. Jacky Molard's / The Hunter's Purse

### 1999 - Otherworld
1. Goodbye Miss Goodavich / Rosie's Reel
2. The Floating Crowbar / McGlinchey's / The Almost Reel
3. The Butlers of Glen Avenue / Sliabh Russell / Cathal McConnell's
4. January Snows / Laura Lynn Cunningham
5. The Miller of Drohan
6. Dr. Gilbert / Devils of Dublin / Black Pat's
7. Autumn Child / Heaton Chapel
8. Stolen Apples
9. Taylor Bar, 4am / Ceol Na Mara
10. Lafferty's / Crock of Gold / Lady Birr / Abbey Reel
11. O'Carolan's Welcome / Rolling in the Barrel

### 2001 - The Merry Sisters Of Fate
1. Aoibhneas
2. Donogh and Mike's
3. Killarney Boys of Pleasure
4. The Merry Sisters of Fate
5. Iníon Ni Scannláin
6. Casu
7. Páistin Fionn
8. The Minor Bee
9. Scully's
10. Return from Fingal
11. Morning Nightcap

### 2003 - Redwood
1. Cregg's Pipes
2. Welcome Home
3. Harp and Shamrock
4. Fest Noz
5. Spoil the Dance
6. A Stor Mo Croi
7. Dublin to Dingle
8. Lady Ellen
9. Cotati Nights
10. Two-Fifty to Vigo
11. Temple Hill

### 2004 - The Kinnitty Sessions
1. Stolen Purse
2. Ballyogan
3. Punch
4. The Dimmers
5. Island Paddy
6. Sean in the Fog
7. Bulgarian Rock
8. The Wounded Hussar
9. The Walrus
10. Maids in the Kitchen
11. Tie the Bonnet

### 2006 - Sé
1. The Cullybacky Hop
2. Leckan Mór
3. Absent Friends
4. Loophead
5. Midnight in Avilés
6. The Dingle Berries
7. Black River
8. Road to Barga
9. Two of a Kind
10. Glentrasna
11. Boy in the Boat

### 2010 - Lá Nua
1. Ryestraw
2. The Raven's Rock
3. Tro Breizh
4. Fruitmarket Reels
5. Doc Holliday's
6. Unapproved Road
7. Island Lake
8. Snowball
9. Pontevedra to Carcarosa
10. The Shore House

## Apunts
- El nom del grup ve de Lughnasadh, un antic festival cèltic de la collita, i també vol dir agost en gaèlic irlandès.
- "The Kinnitty Sessions" va ser considerat Millor Àlbum Tradicional per l'Irish Music Magazine el 2005.
- El 2002 van ser premiats com a Millor Àlbum Cèltic/Britànic de l'Any amb "The Merry Sisters of Fate" per l'Associació per a la Música Independent dels EUA.
- Les primeres onze pistes del seu primer àlbum són els mesos del calendari irlandès. Van ometre el mes d'agost (Lúnasa, en gaèlic irlandès).
- El guitarrista Donogh Hennessy, un dels membres originals, va abandonar el grup al desembre del 2004.
- Sé, (pronunciat "xe") el títol del sisè àlbum de Lúnasa, significa sis en gaèlic irlandès.